# 8. San-marinesisches Kabinett
Das 8. san-marinesische Kabinett war keine reguläre Regierung, sondern ein Notstandskabinett, zusammengesetzt aus Mitgliedern aller Fraktionen. Es amtierte vom 30. Juni bis 23. September 1951.
Bei der Parlamentswahl 1949 gewann der Comitato dell Libertà, eine gemeinsame Liste von Kommunisten, Sozialisten und Republikanern 35 von 60 Sitzen im san-marinesischen Parlament, dem Consiglio Grande e Generale (CdL). Auch die rechten Parteien traten mit einer gemeinsamen Liste, der Alleanza Popolare Sammarinese (APS) an. Im Laufe der folgenden zwei Jahre wuchsen die wirtschaftliche Probleme San Marinos und das Verhältnis zur christdemokratischen Regierung Italiens verschlechterte sich zunehmend. Als Ausweg aus der ökonomischen Krise beschloss die san-marinesische Regierung die Gründung eines Spielkasinos nahe der Grenze zu Italien, was auf massive Proteste der italienischen Regierung stieß und zu einer Blockade der Grenze durch Italien führte.
Am 30. Juni 1951 übertrug der Consiglio Grande e Generale die Macht an einen Regierungsrat (Consiglio di Reggenza), dem neben den beiden Staatsoberhäuptern (Capitani Reggente) weitere 14 Mitglieder an. Die bisherige Opposition und Regierung stellten je 8 Mitglieder.
Für den 16. September 1951 wurden Neuwahlen angesetzt, die erneut von der Linken gewonnen wurden. Kommunisten und Sozialisten traten mit getrennten Listen an und errangen zusammen 31 Sitze.

## Liste der Mitglieder des Consiglio Reggente
| Minister                    | Partei | Anmerkung                                |
| --------------------------- | ------ | ---------------------------------------- |
| Alvaro Casali               | CdL    | Capitano Reggente                        |
| Romolo Giacomini            | CdL    | Capitano Reggente                        |
| Lino Celli                  | CdL    |                                          |
| Giuseppe Forcellini         | CdL    |                                          |
| Secondo Fiorini             | CdL    |                                          |
| Gino Giacomini              | CdL    | Segretario degli Esteri (Außenminister)  |
| Ermenegildo Gasperoni       | CdL    |                                          |
| Marino Della Balda          | CdL    |                                          |
| Marino Benedetto Belluzzi   | APS    |                                          |
| Federico Bigi               | APS    | Segretario degli Interni (Innenminister) |
| Antonio Gatti               | APS    |                                          |
| Giovanni Lonfernini         | APS    |                                          |
| Teodoro Lonfernini          | APS    |                                          |
| Antonio Morganti            | APS    |                                          |
| Michele Righi               | APS    |                                          |
| Giovanni Zaccaria Savoretti | APS    |                                          |